# Nejat Eczacıbaşı
Nejat Ferit Eczacıbaşı (* 5. Januar 1913 in İzmir; † 6. Oktober 1993 in Philadelphia) war ein türkischer Pharmaunternehmer und förderte die Kunst.

## Leben
Nejat Eczacıbaşı wurde 1913 in İzmir in der Türkei als ältester von sieben Söhnen eines Apothekers geboren. Sein Vater Süleyman Ferit war der erste türkische Apotheker in İzmir und leitender Apotheker in einem Krankenhaus. Bei der Einführung von Familiennamen in der Türkei im Jahr 1934 wählte die Familie den Namen „Eczacıbaşı“, der auf Türkisch „Leitender Apotheker“ bedeutet.
Nach Abschluss seiner Schulzeit am Robert College in Istanbul studierte Nejat in Deutschland Chemie an der Universität Heidelberg. Von 1934 bis 1935 besuchte er in den Vereinigten Staaten die University of Chicago und beendete sein Studium mit einem Master of Science (M.Sc.) in Chemie. 1935 kehrte er nach Deutschland zurück und schloss 1938 sein Chemiestudium als Dr. rer. nat. an der Humboldt-Universität zu Berlin ab. Vor seiner Rückkehr in die Türkei forschte er noch ein Jahr über biochemische Themen bei der Kaiser-Wilhelm-Gesellschaft in Deutschland.
Im Jahr 1941 machte sich Nejat Eczacıbaşı mit einem Pharmazieunternehmen zur Produktion von Vitaminergänzungen selbstständig. Bereits 1952 wurde ein Produktionsbetrieb für Pharmaka in Istanbul eröffnet. 1958 nahm er auch die Herstellung von Hygieneartikeln auf und 1970 kam die Herstellung von Toilettenpapier hinzu. Die Herstellung von Blutplasma und pharmazeutischen Grundstoffen begann im Jahr 1982. Dazu kamen noch Betriebe zur Herstellung von Wand- und Bodenfliesen, Bau- und Schweißmaterialien und verschiedenen Chemikalien. Die Holding wurde am 29. Dezember 1973 gegründet.
Nejat Eczacıbaşı war 1973 Mitbegründer der Kunst- und Kulturstiftung in Istanbul, die seitdem jedes Jahr verschiedene kulturelle Veranstaltungen während des Istanbul Festival ausrichtet. Die Dr. Nejat Eczacıbaşı Stiftung gründete er im Jahr 1978.
Im Jahr 1946 heiratete er seine Frau Beyhan, eine geborene Ergene. Sie bekamen zwei Söhne, Bülent (1949) und Faruk (1953).
Am 31. März 1993 übergab er die Geschäftsführung an seinen Bruder Şakir, der sie wiederum später an Bülent Eczacıbaşı übertrug. Nejat Eczacıbaşı war Ehrenvorsitzender der Firmengruppe. Er starb am 6. Oktober 1993 in einem amerikanischen Krankenhaus an einem Schlaganfall, wo er sich einer Augenoperation wegen eines Grauen Stars unterziehen wollte.
Nejat Eczacıbaşı war in İzmir Gründungsmitglied des dritten in der Türkei im Jahr 1961 gegründeten Rotary Clubs.

## Werke
- Kuşaktan Kuşağa (From Generation to Generation) 1982, Biographie.
- İzlenimler, Umutlar (Impressions, Hopes), 1994, Gedanken.